# 85 ق هـ
85 ق هـ هي السنة الخامسة والثمانون السابقة للهجرة النبوية، وهي توافق ما بين سنتي 539 و540 حسب التقويم الميلادي، أي أنها بدأت في سنة 539م وانتهت في سنة 540م.

## مواليد
- العاص بن وائل السهمي